# ۱۰۰ تک‌آهنگ برتر هلند
۱۰۰ تک‌آهنگ برتر هلند (انگلیسی: Dutch Single Top 100) یک جدول موسیقی بر پایهٔ تعداد فروش تک‌آهنگ‌ها و میزان بارگیری اینترنتی یا گوش‌دادن برخط آنهاست و توسط جدول‌های هلند ارائه می‌شود. این جدول، یکی از ۴ جدول رسمی موسیقی کشور هلند است. تفاوت این جداول، داده‌های ایرپلی را هم شامل می‌شود و جمعیت هدف آن، صنعت موسیقی و علاقه‌مندان به آنهاست. این جدول در گذشته از برنامه‌های تلویزیونی هم اعلام می‌شد، هرچند از دسامبر ۲۰۰۶ دیگر رخ نداده‌است.